# Baquates
Les Baquates sont un peuple berbère de Maurétanie tingitane (dans l'actuel nord du Maroc), en contact avec l'Empire romain, localisé par les historiens, dont Gabriel Camps, dans la trouée de Taza et le Rif oriental. Il est mentionné par quelques sources littéraires dont Julius Honorius (Riese, Geographi latini min., A, p. 53), qui précise que le fleuve Malva (Moulouya) coule entre les Bacuates (= Baquates) et les Barbares (= Bavares). 
La première occurrence se trouve dans l'œuvre de Claude Ptolémée qui les désigne sous le nom de Bakouatae. L'Itinéraire d'Antonin les situe le long de la côte méditerranéenne de la Maurétanie tingitane. 

## Histoire
Les relations entre Rome et ce peuple ne furent pas toujours pacifiques. Les Baquates, probablement sous Hadrien, pillèrent la colonie de Cartennae (dans l'actuel Ténès en Algérie). En 168, ils menacent Volubilis après avoir établi une fédération avec les Macénites signalés par Ptolémée (Makanitae). Entre 239 et 245, des assauts sont mentionnés en Tingitane. Vers 284-285, la région intérieure de Tingitane et Volubilis semble passer sous le contrôle des Baquates.
Sous Dioclétien, les Romains ont trouvé une forme de relations politiques, non de conquête, mais d’alliance, comme en témoignent les autels de la paix élevés avec les chefs baquates. Ce peuple fédéré à Rome garantissait la sécurité des communications terrestres entre la Maurétanie tingitane et la Maurétanie césarienne.